# Pensa a Fleba
Pensa a Fleba (Consider Phlebas), pubblicato anche come La mente di Schar, è un romanzo di fantascienza del 1987 dello scrittore Iain M. Banks. È il libro che inaugura la fortunata serie di romanzi del cosiddetto Ciclo della Cultura.

## Trama

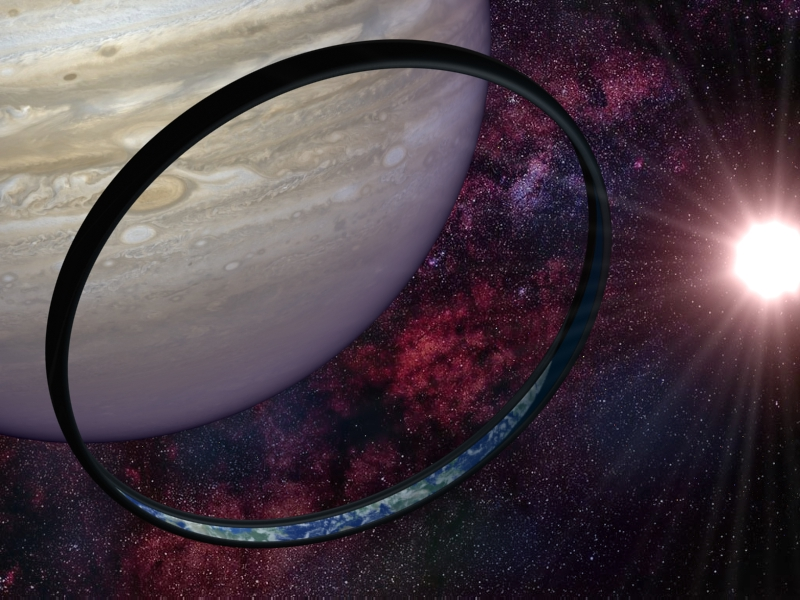
Un Orbitale

Il romanzo ha come sfondo il grande conflitto fra La Cultura e l'impero Idirano (conosciuta dai posteri come "Guerra Idir-Cultura"). Durante la guerra, una nave automatica della Cultura viene distrutta durante una sua fuga disperata nell'iperspazio dalla flotta Idirana. Ma la sua Mente (una sofisticatissima intelligenza artificiale), riesce comunque a salvarsi e a nascondersi sul mondo di Schar, uno dei "Pianeti della Morte" appartenenti ai potentissimi Dra'Azon, entità dai poteri semidivini, dalle origini misteriose, che controllano quel volume di spazio.
Gli Idirani sono quindi costretti ad affidarsi a Bora Horza Gobuchul, un Mutex o Metamorfo (Changer nell'originale, umanoidi creati artificialmente, abitanti un pianeta sotto l'influenza dell'impero Idirano, con la capacità di imitare l'aspetto e il comportamento di altri umanoidi) a cui era già stato concesso in passato l'accesso in quella zona. La missione però si complica prima ancora di cominciare, quando la nave Idirana su cui Horza riceve gli ordini, e che lo ha salvato dal fallimento della sua precedente missione, viene attaccata da una più potente nave della Cultura. Data la sua importanza, Horza viene scaraventato nello spazio, per permetterne un recupero in seguito tramite un'altra nave della flotta.
Horza però viene recuperato dalla Vortice d'alta quota, una nave di una Libera Compagnia (una delle associazioni di mercenari e criminali che approfittano della guerra per cercare di arricchirsi). Appena salito a bordo, Horza è costretto a lottare per la propria vita, uccidendo un membro dell'equipaggio in un regolare duello per il diritto di far parte dell'equipaggio. Quindi, una volta superata questa iniziazione, per riuscire a completare la missione affidatagli dagli Idirani, Horza decide che avrebbe tolto di mezzo il capitano, Kraiklyn, per poterne prendere il posto tramite le sue capacità da Metamorfo.
Durante una tappa sull'orbitale Vavatch, il capitano Kraiklyn si allontana per partecipare ad un gioco omicida chiamato Sbaraglio, al quale è molto appassionato. Dopo la partita Horza approfitta dell'occasione per ucciderlo ed assumerne l'identità, ma a causa dell'intervento di un'agente della Cultura, Perosteck Balveda, l'inganno viene scoperto. Tuttavia l'equipaggio del Vortice d'alta quota decide di seguire Horza su Schar, portandosi dietro Balveda come prigioniera e un robot senziente come aiuto. Qui il gruppo deve esplorare le vestigia sotterranee di una civiltà scomparsa da millenni, combattendo con una spietata unità di Idirani teoricamente impegnata nella stessa missione, alla ricerca della Mente dispersa.

## Titolo e traduzione
Il titolo originale dell'opera, deriva da una citazione di Thomas Stearns Eliot: 
(T.S. Eliot, La terra desolata, IV)
Esistono due diverse traduzioni in italiano di questo romanzo, che differiscono nelle traduzioni di alcuni termini e nomi: ad esempio, nella prima versione della Nord, tradotta da Gianluigi Zuddas, i Changer vengono chiamati Mutex, mentre nella versione Fanucci, di Roldano Romanelli, sono appunto chiamati Metamorfi; anche la Clear Air Turbulence viene chiamata nella prima versione Fulmine a Ciel Sereno, mentre nella seconda Vortice d'alta quota.

## Temi
L'opera rivisita in modo letterariamente più maturo le grandi saghe fantascientifiche del passato, dal John Carter di Marte di Burroughs ai non-A di Van Vogt. In linea con questa scelta, tutto nel romanzo ha dimensioni ciclopiche: le guerre galattiche che impegnano migliaia di pianeti; la distruzione di Orbitali giganteschi in cui abitano miliardi di persone; astronavi così enormi da contenere tutta una serie di hangar per le riparazioni di altre astronavi e così via. Il romanzo è pervaso tuttavia da un tono di pessimismo e amarezza, che riguarda non solo gli eventi bellici, ma anche i protagonisti, in primo luogo il metamorfo Bora Horza Gobuchul, uno degli ultimi rappresentanti di una razza in estinzione.

## Edizioni
- (EN) Iain M. Banks, Consider Phlebas, Bantam Spectra, 1987, ISBN 0-553-29281-1.
- Iain M. Banks, La mente di Schar, traduzione di Gianluigi Zuddas, n. 204, collana Cosmo Argento, Editrice Nord, 1989,  p. 479, ISBN 88-429-0206-3.
- Iain M. Banks, Pensa a Fleba, traduzione di Roldano Romanelli, collana Collezione Immaginario Solaria, Fanucci, 2002,  p. 520, ISBN 88-347-0820-2.
- Iain M. Banks, Pensa a Fleba, in Il ciclo della Cultura. Prima trilogia, traduzione di Gianluigi Zuddas, collana Oscar draghi, Mondadori, 29/06/2021,  p. 960, ISBN 978-8804739494.